# Paul den Hollander
Paul den Hollander (Breda, 1950) is een Nederlands fotograaf. Zijn werk is wereldwijd tentoongesteld en is opgenomen in vele collecties van musea en verzamelaars.

## Thema's
Tijd, ruimte en de relatie van de mens met de natuurlijke wereld zijn belangrijke thema's in de fotografie van Paul den Hollander. Hij werkt zijn thema's uit in fotoseries die over meerdere jaren ontstaan. De sfeer van zijn werk is verstild en contemplatief.

## Biografie
Paul den Hollander bracht zijn jeugd door in zijn geboortestad Breda. In zijn tienerjaren kocht hij zijn eerste camera, waarmee hij planten en dieren fotografeerde, vooral vogels. Voor zijn beroepskeuze twijfelde hij tussen bosbouw en kunst. Hij koos uiteindelijk voor de kunst en studeerde fotografie aan de Academie voor Beeldende Kunsten Sint-Joost in Breda. 

### Reizen
Veel van de series van Paul den Hollander zijn ontstaan tijdens of onder invloed van reizen. Tijdens zijn studie maakte hij een fietsreis door België, Frankrijk, Engeland, Wales en Ierland. Hij sliep vaak onder de sterren en verzamelde vele beelden, zowel fotografisch als puur in zijn herinnering. Na zijn afstuderen hield hij zich enige tijd afzijdig van de fotografie en hield hij zich bezig met biologische tuinbouw. Zijn terugkeer naar de fotografie volgde op een reis (zonder camera) door het Verre en Midden-Oosten in 1975 en 1976. 

### Series
In 1980 kreeg Paul den Hollander internationale bekendheid met de serie Moments in Time. In de jaren tachtig en negentig van de twintigste eeuw werkte hij aan diverse fotoseries, waarvan sommige in opdracht. Hij reisde hiervoor door verschillende landen in Europa. Begin eenentwintigste eeuw brachten fotografieprojecten hem naar Japan en Egypte. De laatste jaren concentreert hij zich op een wereld dichter bij huis: hij fotografeerde van 2004 tot 2007 aan Metamorphosis, een serie detailfoto’s van de plantenwereld in zijn tuin in Breda. In 2010 begon hij met fotograferen van aspecten van het onzichtbare elektro-magnetische energieveld van planten door middel van de zogenaamde Kirlianfotografie. Deze foto's vormen de serie Luminous Garden.

### Tuinen
Naast fotografie is het tuinieren altijd een rol blijven spelen in het leven van Den Hollander. Tijdens zijn studie onderhield hij twee volkstuinen. Bij zijn afstuderen in 1973 ontving hij de Prijs van de Stad Breda. Met het geld hiervan kocht hij een fjordenpaard. Hij begon samen met vrienden een biologisch tuinbouwbedrijf met winkel en bakkerij. Enige jaren hield hij zich afzijdig van de fotografie. Van 1977 tot 2015 woonde hij in Breda in een kleine stadsboerderij met een grote tuin met onder meer oude fruitrassen zoals sterappels en kweeperen.  

## Boekuitgaven (selectie)

##### Uitgaven in eigen beheer
- Les Pyramides du Nord (1992)
- Voyage Botanique (1997)

##### Monografieën
- Moments in Time (1982)
- Paul den Hollander, een keuze uit zijn foto’s (1991)
- Paul den Hollander, catalogus KetelFactory (2009)

Zie voor een complete lijst Den Hollanders persoonlijke website onder 'Externe links'. 